# Solange Sanfourche
Pour les articles homonymes, voir Sanfourche.
 (juillet 2025).
 (juillet 2025).
Motif : notoriété propre pas établie, les sources secondaires présentées sont centrées sur son mari.
- Archive Wikiwix
- Bing
- Cairn
- DuckDuckGo
- E. Universalis
- Gallica
- Google
- G. Books
- G. News
- G. Scholar
- Persée
- Qwant
- (zh) Baidu
- (ru) Yandex
- (wd) trouver des œuvres sur Wikidata

| 1. | Préciser le motif de la pose du bandeau. | Précisez le motif de la pose du bandeau en utilisant la syntaxe suivante : {{admissibilité à vérifier\|date=juillet 2025\|motif=remplacez ce texte par le motif}}                       |
| 2. | Informer les utilisateurs concernés.     | Pensez à avertir le créateur de l'article, par exemple, en insérant le code ci-dessous sur sa page de discussion : {{subst:avertissement admissibilité à vérifier\|Solange Sanfourche}} |

Solange Sanfourche (née le 18 juillet 1922 et morte le 12 juin 2013), alias Marie-Claude, est une résistante française en Dordogne pendant la Seconde Guerre mondiale.

## Biographie
Solange Sanfourche naît à Carsac-Aillac, en Dordogne.
Connue sous le nom de code Marie-Claude, elle travaille comme dactylographe, secrétaire-facteur et agent de liaison.
Solange Sanfourche, délivra des courriers à André Dufour qui est affecté en Dordogne comme secrétaire régional puis après guerre il sera député de l'Isère et adjoint au maire de Grenoble.
Pendant l'Occupation de la France par l'Allemagne pendant la Seconde Guerre mondiale, du à Armistice du 22 juin 1940 entre le Troisième Reich et le dernier Gouvernement Philippe Pétain du à la démission de Paul Reynaud.
La famille Sanfourche cache et héberge à Périgueux des dizaines de combattants clandestins de la liberté recherchés par la Gestapo du chef Michaël Hambrecht, ou son installation à Périgueux, place du théâtre donna lieu à un déferlement de violence inouï il sera à l'initiative du massacre de Brantôme, ou le plus connu des fusillés était Georges Dumas (résistant) mais aussi Mussidan, puis à l’encontre de la population notamment la Phalange nord-africaine qui constitua l'instrument de terreur de la Gestapo sous la houlette de Alexandre Villaplane, recruter par Pierre Bonny et Henri Lafont responsable de la Gestapo française de la rue Lauriston qui sert de près les activités des auxiliaires allemands le Sipo et le SD du chef supérieur Carl Oberg. Carl Oberg est le subordonné de Heinrich Himmler, un proche du chancelier Adolf Hitler puis la Milice française, du chef Pierre Laval, et du responsable Joseph Darnand, sous le commandement de Victor Denoix à la suite de la démission de Georges Tomasi qui fut secrétaire général de la chambre de commerce de Périgueux avant d'avoir été le chef départemental de la Milice jusqu'au 18 décembre 1943. Deux familles Sanfourche et Lalet occupaient des logements attenants situés dans une impasse pour cacher des clandestins. 
En décembre 1945, elle épouse à Périgueux Édouard Valéry (1924-2010), commissaire aux opérations du mouvement de résistance en Dordogne pendant la Seconde Guerre mondiale et figure marquante du monde de la Résistance en Dordogne, avec Jacques Chapou, Roland Clée, Roger Ranoux ou Yves Péron,.
Solange Sanfourche meurt à l'âge de 90 ans le 12 juin 2013, à Sarlat-la-Canéda en Dordogne.

## Distinction
- Médaille de la Résistance française (décret du 6 septembre 1945)[5]